# Robert Guthrie
Robert Guthrie (28 giugno 1916 – Seattle, 24 giugno 1995) è stato un microbiologo statunitense.
Viene ricordato per essere stato il primo a fare test tramite sangue intero essiccato su cartoncino negli anni 1960. Lui ideò questo sistema per l'utilizzo in circostanze neonatali, dove continua ad essere utilizzato per oltre il 95% dei neonati, ma in seguito il suo utilizzo è cresciuto andando ad interessare quasi ogni campo di raccolta del sangue.

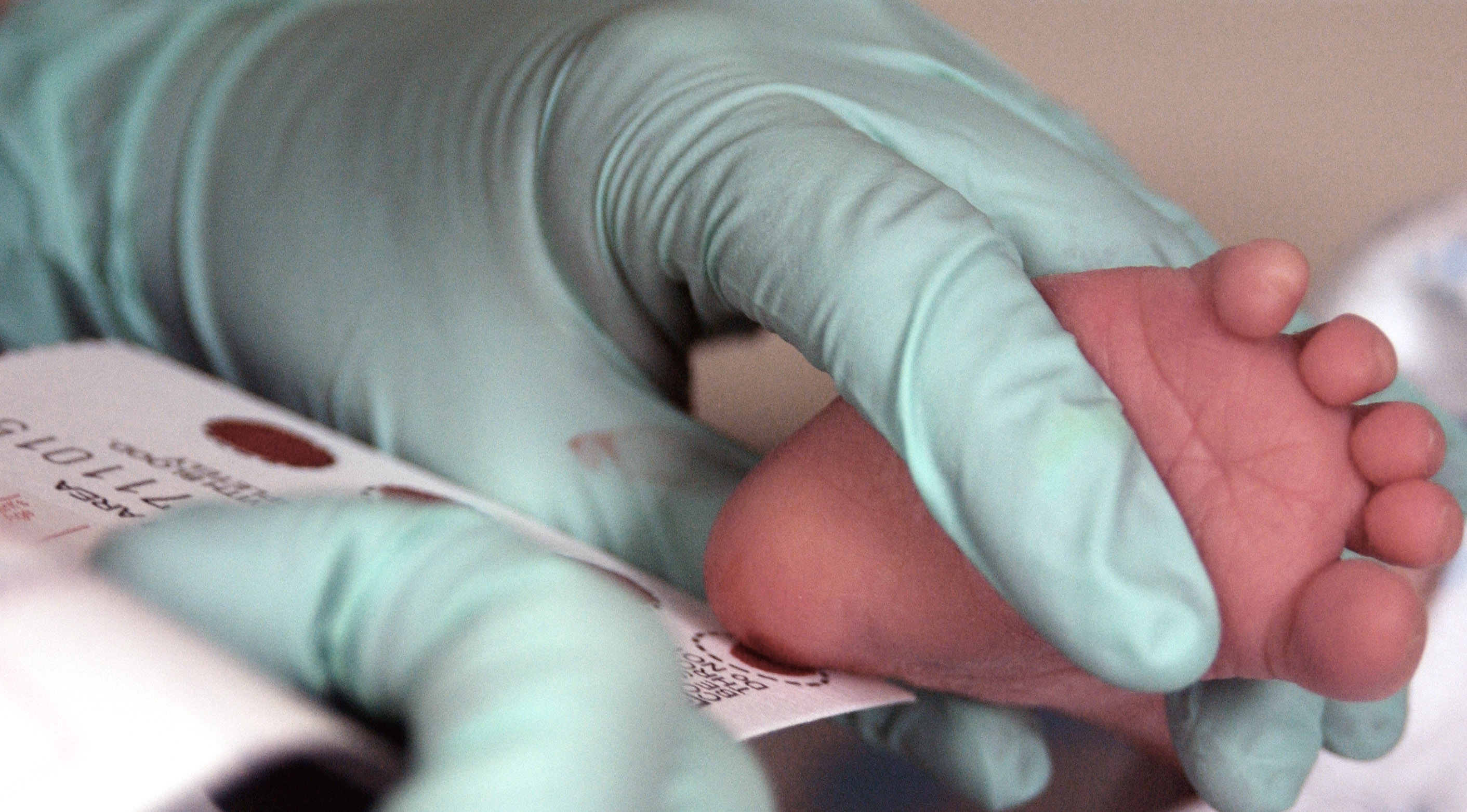
Test di Guthrie

Il Test di Guthrie è a tutt'oggi un importante strumento, e i cartoncini di sangue essiccato sono diventati un sistema molto utilizzato, con ben più del 90% dei neonati americani dal 2000 in poi screenati con questo sistema.
Guthrie rinunciò a brevettare o accettare royalties per questa sua idea. Anche grazie a questa sua generosa scelta, il prezzo dei test fu minimo e fu possibile agli ospedali realizzare lo screening per la diagnosi precoce della fenilchetonuria su larga scala.
| Controllo di autorità | VIAF (EN) 33288851 · ISNI (EN) 0000 0000 8370 6682 · LCCN (EN) n80010410 · GND (DE) 128511362 |